# Sankt Veit in Defereggen
Sankt Veit in Defereggen  är en kommun i distriktet Lienz i förbundslandet Tyrolen i Österrike.
Kommunen består av sex orter (Ortschaften) (inom parentes invånarantal 1 januari 2024):
- Bruggen (228)
- Gassen (8)
- Gritzen (85)
- Gsaritzen (118)
- Görtschach (112)
- Moos (72)